# Bagautdín Umajánov
Bagautdín Mustafáyevich Umajánov (en ruso: Багаутдин Мустафаевич Умаханов; Jasaviurt, 16 de abril de 1971) es un deportista ruso de origen avar que compitió en lucha libre.
Ganó una medalla de bronce en el Campeonato Mundial de Lucha de 1994 y tres medallas en el Campeonato Europeo de Lucha entre los años 1991 y 1994. Su hermano Murad también compitió en lucha libre.

## Palmarés internacional
| Representando a la URSS |                      |                   |           |
| Campeonato Europeo      |                      |                   |           |
| Año                     | Lugar                | Medalla           | Categoría |
| 1991                    | Stuttgart (Alemania) | Medalla de oro    | 57 kg     |
| Representando a la CEI  |                      |                   |           |
| Campeonato Europeo      |                      |                   |           |
| Año                     | Lugar                | Medalla           | Categoría |
| 1992                    | Kaposvár (Hungría)   | Medalla de oro    | 57 kg     |
| Representando a Rusia   |                      |                   |           |
| Campeonato Mundial      |                      |                   |           |
| Año                     | Lugar                | Medalla           | Categoría |
| 1994                    | Estambul (Turquía)   | Medalla de bronce | 57 kg     |
| Campeonato Europeo      |                      |                   |           |
| Año                     | Lugar                | Medalla           | Categoría |
| 1994                    | Roma (Italia)        | Medalla de plata  | 57 kg     |